# 蘇格瓦利 (喬治亞州)
蘇格瓦利（英語：Sugar Valley）是位於美國喬治亞州戈登縣的一個非建制地區。該地的面積和人口皆未知。

## 地理
蘇格瓦利的座標為34°33′29″N 85°00′43″W / 34.55806°N 85.01194°W，而該地的平均海拔高度為198米（即650英尺）。